# Joshua Tarling
Joshua Tarling (født 15. februar 2004 i Aberaeron) er en cykelrytter fra Wales, der er på kontrakt hos Ineos Grenadiers.